# تل فشار قوی باجاهگاه
تل فشار قوی باجاهگاه مربوط به سده‌های ۶ و ۷ ه.ق است و در شهرستان شیراز، بخش زرقان، دهستان زرقان، پالایشگاه شیراز، کم ۵جاده پالایشگاه بطرف پارک جنگلی، سمت چپ جاده واقع شده و این اثر در تاریخ ۳۰ بهمن ۱۳۸۶ با شمارهٔ ثبت ۲۰۹۸۲ به‌عنوان یکی از آثار ملی ایران به ثبت رسیده است.